# Meek, Oh Why?
Meek, Oh Why? właściwie Mikołaj Kubicki (ur. 17 sierpnia 1995) – polski raper i trębacz. Członek zespołu Kapelanka. Współpracował ponadto z takimi wykonawcami jak: Voo Voo, Andrzej Piaseczny, Sarsa, Seweryn Krajewski, Dagadana oraz Pawbeats.
W 2015 zadebiutował solowym minialbumem pt. Księżniczka i buc, który trafił do sprzedaży nakładem wytwórni muzycznej Asfalt Records. 27 maja 2016 ukazał się pierwszy album długogrający rapera zatytułowany Miło było poznać. Nagrania dotarły do 34. miejsca polskiej listy sprzedaży – OLiS.

## Dyskografia

### Albumy
| Rok                                                     | Tytuł i informacje wydawnicze                                                                                             | Najwyższe pozycje na listach sprzedaży | Najwyższe pozycje na listach sprzedaży |
| Rok                                                     | Tytuł i informacje wydawnicze                                                                                             | POL                                    | POL (winyl)                            |
| ------------------------------------------------------- | --- | -------------------------------------- | -------------------------------------- |
| 2016                                                    | Miło było poznać - Data: 27 maja 2016 - Wydawca: Asfalt Records - Format: CD, streaming                                   | 34                                     | –                                      |
| 2018                                                    | Płyta Rodzaju - Data: 20 kwietnia 2018 - Youtube self-publishing - Format: CD, streaming                                  | –                                      | –                                      |
| 2019                                                    | Zachód - Data: 21 listopada 2019 - Wydawca: Asfalt Records - Format: CD, digital download, streaming, winyl               | 14                                     | 2                                      |
| 2022                                                    | Offline - Data: 11 marca 2022 - Wydawca: Asfalt Records - Format: CD, digital download, streaming, kaseta                 | –                                      | –                                      |
| 2024                                                    | Wszystko w swoim czasie - Data: 18 października 2024 - Wydawca: Polydor Records - Format: CD, digital download, streaming | 79                                     | –                                      |
| „–” oznacza, że album nie był notowany na danej liście. | |                                        |                                        |

### Minialbumy
| Rok                                                     | Tytuł i informacje wydawnicze                                                                        | Najwyższe pozycje na listach sprzedaży | Najwyższe pozycje na listach sprzedaży |
| Rok                                                     | Tytuł i informacje wydawnicze                                                                        | POL                                    | POL (winyl)                            |
| ------------------------------------------------------- | --- | -------------------------------------- | -------------------------------------- |
| 2015                                                    | Księżniczka i buc - Data: 17 sierpnia 2015 - Wydawca: Asfalt Records - Format: CD, streamng          | –                                      | –                                      |
| 2017                                                    | Rękopisy nie płoną - Data: 10 stycznia 2017 - Wydawca: Asfalt Records - Format: CD, streaming, winyl | –                                      | 12                                     |
| 2023                                                    | Po sygnale nagraj wiadomość - Data: 19 maja 2023 - Wydawca: Art2 Music - Format: streaming           | –                                      | –                                      |
| „–” oznacza, że album nie był notowany na danej liście. | |                                        |                                        |

### Single
| Rok  | Tytuł            | Album                       |
| ---- | ---------------- | --------------------------- |
| 2016 | „Radiobus”       | Miło było poznać            |
| 2016 | „Kim ja jestem?” | Miło było poznać            |
| 2017 | „Nieboskłonem”   | Płyta Rodzaju               |
| 2017 | „Płyta rodzaju”  | Płyta Rodzaju               |
| 2018 | „2.0”            | Zachód                      |
| 2019 | „Zachód”         | Zachód                      |
| 2023 | „Restart”        | Po sygnale nagraj wiadomość |

### Inne
| Album                                                  | Rok  | Uwagi  | Źródło |
| ------------------------------------------------------ | ---- | ------ | ------ |
| Dagadana – Maleńka                                     | 2010 | trąbka | [ 11 ] |
| Andrzej Piaseczny, Seweryn Krajewski – Zimowe piosenki | 2012 | trąbka | [ 12 ] |

### Teledyski
| Tytuł            | Rok  | Reżyseria              | Album                       | Źródło |
| ---------------- | ---- | ---------------------- | --------------------------- | ------ |
| „Radiobus”       | 2016 | Mary Szatkowska        | Miło było poznać            | [ 13 ] |
| "Kim ja jestem?” | 2016 | Marcin „Tytus” Grabski | Miło było poznać            | [ 14 ] |
| „Nieboskłonem"   | 2017 | Ola Hulbój             | Płyta Rodzaju               |        |
| „Zachód”         | 2019 | Olga Czyżykiewicz      | Zachód                      | [ 15 ] |
| „Restart"        | 2023 | Wojtek S.              | Po sygnale nagraj wiadomość |        |